# ウチ・オドゥーザ
ウチ・オドゥーザ（Uche Odouza、1986年10月15日 - ）は、イングランド・マンチェスター出身のラグビーユニオン選手。

## プロフィール
- 主なポジションはウィング(WTB)。
- 身長 188cm、体重 104kg
- 2008年より7人制ラグビー男子イングランド代表に選ばれている。

## 経歴
2005年にイングランドのウスター・ウォーリアーズへと入団し2008年まで所属していた。2009年の1シーズンにはトップリーグのサントリーサンゴリアスでプレーした。その後は再びイングランドへと戻り、現在までニューカッスル・ファルコンズでプレーしている。